# (5625) 1991 AO2
(5625) 1991 AO2 là một tiểu hành tinh vành đai chính. Nó được phát hiện bởi Robert H. McNaught ở Đài thiên văn Siding Spring ở Canberra, Australia, ngày 7 tháng 1 năm 1991.